# プラズモン
プラズモン（英語: plasmon）とは、金属中の自由電子による集団的な振動（プラズマ振動）の量子である。

## 解説
プラズマ振動数を{\displaystyle \omega _{p}}とすると、プラズモンのエネルギーは{\displaystyle \hbar \omega _{p}}である。プラズモンは絶縁体、金属、半導体、半金属のほか、大きな原子や分子において観測されている。半導体や半金属中の自由担体によるプラズモンのエネルギーは {\displaystyle 0.01\sim 0.1{\rm {eV}}}（電子ボルト）程度である。極性半導体のプラズマ波は縦波の光学フォノンと共に結合モードを形成する。強磁場中の半導体や半金属では磁気プラズマに関する多彩なモードが生じる。これらのモードの励起は光反射やラマン散乱によって研究されている。通常の固体で、価電子帯を占めるすべての電子によるプラズモンのエネルギーは {\displaystyle 10{\rm {eV}}}程度である。ほとんど自由な電子の近似が適応しうる金属や半導体結晶では、プラズマ振動数は自由電子集団によるものにほぼ等しく、{\displaystyle {\sqrt {4\pi n_{V}e^{2}/m_{0}}}}で与えられる（{\displaystyle n_{V}}は価電子の密度、{\displaystyle m_{0}}は自由電子の質量）。Si、Al、Mg、Be、やアルカリ金属などがこれに相当する。価電子プラズモンはX線の非弾性散乱や高速電子（1-10keV）のエネルギー損失スペクトルにより観測できる。真空紫外領域に至る広い波長領域の光反射スペクトルをクラマース・クローニッヒの関係によって誘電関数の逆数の虚部に変換すると、プラズモンの励起スペクトルが見られる。

## 表面プラズモン
金属ナノ粒子ではプラズモンが表面に局在することになるので、表面（局在）プラズモンとも呼ばれる。中でも金コロイドなどの金属ナノ粒子では、可視-近赤外域の光電場とプラズモンがカップリングして光吸収が起こり、鮮やかな色調を呈する。この現象が表面（局在）プラズモン共鳴であり、局所的に著しく増強された電場も発生する。つまり、光エネルギーが表面プラズモンに変換されることにより、金属ナノ粒子表面に光のエネルギーが蓄えられるばかりでなく、光の回折限界より小さな領域での光制御が可能となることを意味する。また、粒子形や周囲媒質の誘電率に依存した共鳴波長がある。
このような金属ナノ粒子と光との相互作用が光科学技術の分野で注目されている。表面プラズモンの設計・制御・応用技術はエレクトロニクスやフォトニクスに対応してプラズモニクスと呼ばれる。